# 蓝海龙
蓝海龙（学名：Syngnathus cyanospilus）为刺鱼目海龙鱼科海龙属的鱼类。该物种主要分布于非洲东岸、印度、新加坡、日本、菲律宾、印度尼西亚以及东海、南海等海域。

## 扩展阅读
維基物種上的相關：蓝海龙